# Niccolò Caetani di Sermoneta

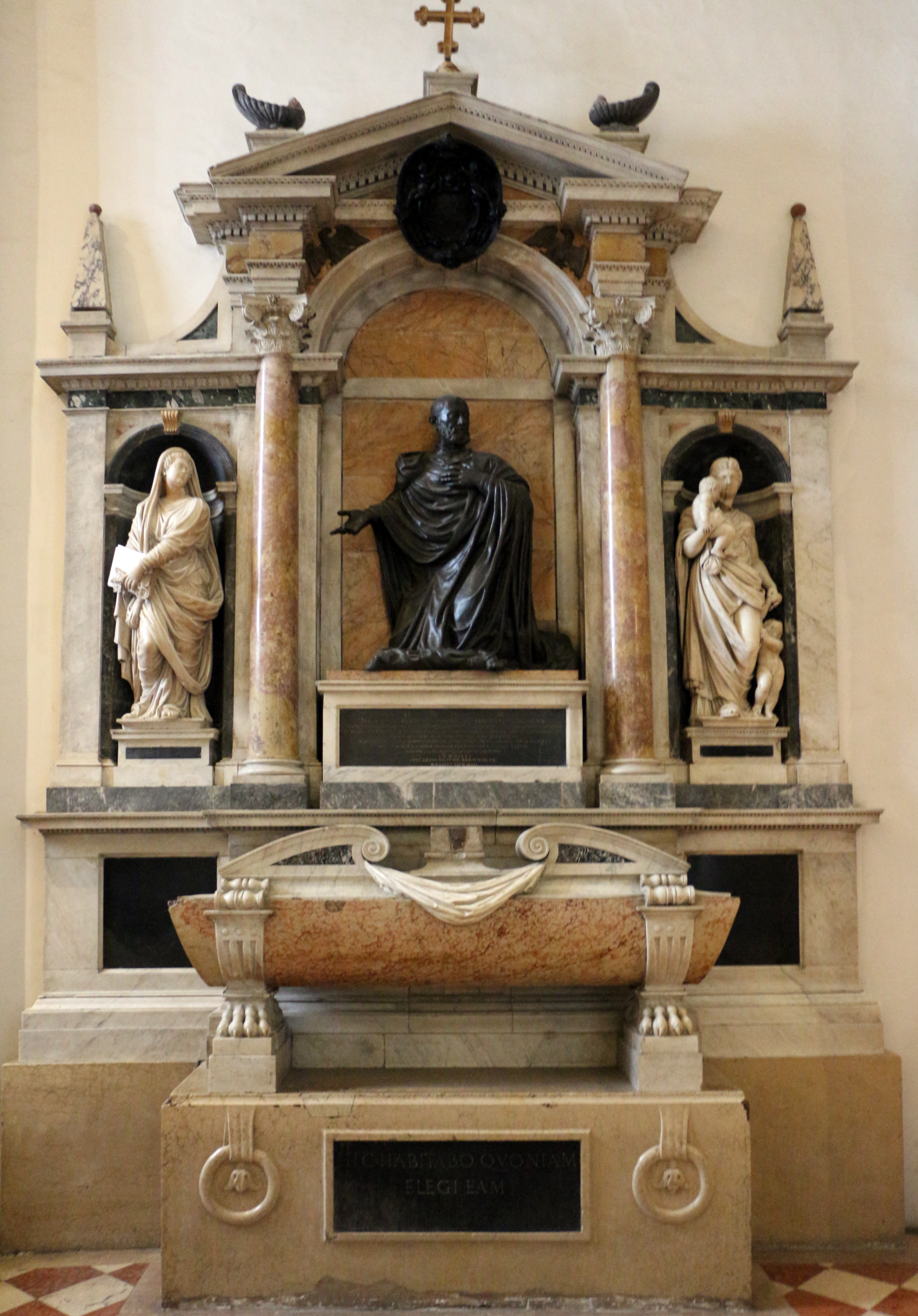
Grabmal des Kardinals Caetani in der Basilika vom Heiligen Haus in Loreto.

Niccolò Caetani di Sermoneta (* 23. Februar 1526 in Rom; † 1. Mai 1585 ebenda) war ein italienischer Kardinal und Erzbischof.

## Leben
Als jüngster Sohn von Camillo, dem dritten Herzog von Sermoneta aus dem Adelsgeschlecht der Caetani di Sermoneta, und dessen zweiter Frau Flaminia Savelli, war Niccolò ein Cousin von Alessandro Farnese, dem Papst Paul III. In seiner Familie findet sich mit Bonifaz VIII., geboren als Benedetto Caetani, ein weiterer Papst. Niccolò Caetani di Sermoneta war Onkel von Enrico Caetani, Großonkel von Bonifazio und Antonio Caetani, ein weiterer Nachkomme der Familie war Kardinal Luigi Caetani.
Da er nicht der Erstgeborene war, wurde er von Jugend an auf die kirchliche Laufbahn vorbereitet. Im Alter von nur zehn Jahren erhob Papst Paul III. ihn im Konsistorium am 22. Dezember 1536 zum Kardinal in pectore. Bis zu Caetanis Kardinalserhebung war Ranuccio Farnese der jüngste italienische Kardinal gewesen.
Er war Erzbischof der Erzdiözese Capua vom 5. Mai 1546 bis zu seinem Rücktritt im Jahr 1548. Am 12. Mai 1564 wurde er zum Apostolischen Administrator derselben Erzdiözese gewählt, bis er 1572 abermals zurücktrat.
Am 13. März 1538 erfolgte im Konsistorium die Veröffentlichung als Kardinal und am 16. April desselben Jahres erhielt er den Kardinalshut und die Titeldiakonie von San Nicola in Carcere. Ab dem 9. März 1552 war er Kardinalpriester pro illa vice mit Sant'Eustachio als Titelkirche.
Im Januar 1577 wurde er Kämmerer des Heiligen Kardinalskollegiums, eine Position, die er bis zum Beginn des folgenden Jahres innehatte.
Er starb am 1. Mai 1585 im Alter von 59 Jahren in Rom und wurde in der Basilika vom Heiligen Haus in Loreto im Atrium der Herz-Jesu-Kapelle beigesetzt. Der Entwurf zum Grabmal, das vom Kardinal selbst zu Lebzeiten in Auftrag gegeben wurde und das 1580 vollendet war, stammt von Francesco Capriani, auch Francesco da Volterra, die Marmorfiguren von Fides (links) und Caritas (rechts) stammen wie der Entwurf für die Bronzestatue des Kardinals von Giambattista della Porta, die Ausführung des Bronzegusses erfolgte durch Antonio Calcagni und Tiburzio Vergelli.

## Konklaven
Nicola Caetani nahm an folgenden Konklaven teil:
- Konklave 1549–1550, gewählt wurde Papst Julius III.,
- Konklave April 1555, gewählt wurde Papst Marcellus II.,
- Konklave Mai 1555, gewählt wurde Papst Paul IV.,
- Konklave 1559, gewählt wurde Papst Pius IV.,
- Konklave 1565–1566, gewählt wurde Papst Pius V.,
- Konklave 1572, gewählt wurde Papst Gregor XIII.

Er nahm nicht am Konklave 1585 teil, welches Papst Sixtus V. wählte.